# Sécheresse de 2011-2017 en Californie

Progression de la sécheresse de décembre 2013 à juillet 2014

La sécheresse de 2011-2017 en Californie est une sécheresse persistante sur la période de décembre 2011 à mars 2017, et l'une des sécheresses les plus intenses de l'histoire de la Californie ; la période de fin 2011 à 2014 étant la plus sèche de l'histoire de la Californie.
La sécheresse tua 102 millions d'arbres de 2011 à 2016, dont 62 millions en 2016 seulement. La cause de la sécheresse est attribuée à une crête de haute pression dans la mer du Pacifique - la « Crête persistante sur la côte pacifique » (Ridiculously Resilient Ridge)- qui souvent empêchement de puissantes tempêtes hivernales d'atteindre l'État,.
En février 2017, le pourcentage de sécheresse dans l'État était revenu à des niveaux inférieurs à celui de la fin de 2011, principalement en raison d'un modèle très humide causé par les rivières atmosphériques du Pacifique, accentuées par les tempêtes du Pacifique. Le modèle humide a provoqué de Inondation en Californie en 2017 (en) .
À la mi-mars 2019, la Californie fut déclarée totalement exempte de sécheresse, à l'exception d'une petite poche de conditions anormalement sèches dans le sud de la Californie; à la suite d'une série de violentes tempêtes dans le Pacifique au cours des premiers mois de l'année, coïncidant avec des conditions de sécheresse déjà connues en 2000. Plus de 100 millions d'arbres sont morts en Californie après avoir été affaiblis par la sécheresse et les infestations d'insectes, transformant de vastes étendues de la Sierra Nevada en cimetières d'arbres, créant l'environnement propice à des incendies comme le Creek Fire de 2020, considéré comme le plus important qu'ait jamais connu la région.

## Histoire

Pourcentage de la superficie dans les catégories de l'US Drought Monitor (2014)

### 2013
En 2013, le total des précipitations était inférieur à 34% de ce qui était attendu.
De nombreuses régions de l'État accumulèrent moins de précipitations en 2013 que toute autre année enregistrée. En conséquence, de nombreuses espèces de poissons furent menacées. Les ruisseaux et les rivières furent si bas que les poissons ne pouvaient pas se rendre à leurs frayères, et les taux de survie des œufs pondus fut estimé très faibles. L'absence de pluie provoqua le blocage de l'embouchure des rivières par des bancs de sable qui empêchèrent encore plus les poissons d'atteindre leurs frayères. Stafford Lehr, chef des pêches au sein du California Department of Fish and Wildlife déclara que 95% des saumons remontés en hiver n' avait pas survécu en 2013.

### 2014

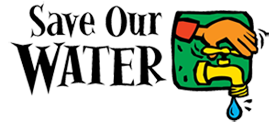
Logo de la campagne Save Our Water

Le 1er février 2014, Felicia Marcus, la présidente du State Water Resources Control Board, déclara que la sécheresse de 2014 « is the most serious drought we've faced in modern times » était la plus grave des temps modernes. Marcus soutint que la Californie devait « conserve what little we have to use later in the year, or even in future years » . Une étude de 16 ans sur la façon dont les précipitations affecte la végétation dépendant des eaux souterraines fut menée et les résultats montrèrent que la communauté végétale des prés alcalins dépendait des eaux souterraines et que cette caractéristique protégeait le système des effets de la sécheresse. Cela signifie que certaines plantes sont capables d'aider à prévenir les sécheresses, mais ne peuvent le faire que si les eaux souterraines sont maintenues à un certain niveau. L’une des raisons pour lesquelles l’étude fut menée était de déterminer si la région de la vallée d’Owens, en Californie, pouvait gérer toute extraction d’eau souterraine pratiquée ou proposée.
En février 2014, la sécheresse californienne provoqua des pénuries d'eau pour la première fois en 54 ans d'histoire du California State Water Project. Le California Department of Water Resources  prévit de réduire de 50% les attributions d'eau aux terres agricoles. Les 38 millions d'habitants de Californie connurent 13 mois consécutifs de sécheresse. Ce fut particulièrement un problème pour l'industrie agricole de l'État, pesant 44,7 milliards de dollars et produisant près de la moitié de tous les fruits, noix et légumes cultivés aux États-Unis. C'est après que le LADWP dut augmenter le pompage des aquifères à environ 1,36 × 108 m3 par an (Ville de Los Angeles et Comté d'Inyo 1991) mais le United States Geological Survey (USGS) rapporta qu'un taux de pompage soutenable était un tiers inférieur, à environ 8,64 × 107 m3 par an (Danskin 1998).
Selon la NASA, des tests publiés en janvier 2014 montrèrent que les douze mois précédant janvier 2014 avaient été les plus secs jamais enregistrés, depuis que les débuts de la tenue des registres en 1885. À la mi-mai 2014, l'analyse du US Drought Monitor montra que 100% de la Californie était déjà en situation de « sécheresse sévère » ou à un niveau supérieur[réf. nécessaire]. La sécheresse de 2014 fut considérée comme la plus grave depuis 1 200 ans,,. La Californie reçut des précipitations supplémentaires en décembre 2014, sans que cela mette fin à la sécheresse, et les arbres furent fragilisés en raison de l'affaiblissement des racines,. Les experts notèrent également qu'en raison de l'extrême sécheresse du sol et du faible niveau des eaux souterraines, il faudrait beaucoup plus de pluie - au moins cinq autres tempêtes similaires - pour mettre fin à la sécheresse,. Le 18 décembre, il fut révélé que la quasi-totalité de la sécheresse exceptionnelle dans le nord de la Californie avait été réduite à une sévérité extrême, à la suite des tempêtes hivernales qui avaient amené de la pluie en Californie en décembre.

#### Restrictions à la consommation et à la pêche
Le manque d'eau en raison du faible manteau neigeux  incita le gouverneur californien Jerry Brown à ordonner une série de restrictions d'eau obligatoires strictes le 1er avril 2015. Brown ordonna aux villes de réduire leur consommation d'eau de 25%, ce qui équivaudrait à 1,5 million d'acre-pieds d'eau dans les neuf mois suivant le mandat d'avril. Cependant, les restrictions d'eau de Brown furent critiquées parce qu'elles ne furent pas été appliquées au secteur agricole californien, qui utilise environ 80% des approvisionnements en eau développé en Californie.
Le California Department of Fish and Wildlife ferma des dizaines de cours d'eau à la pêche en 2014. Lehr déclara qu'il craignait que le saumon coho ne disparaisse complètement au sud du Golden Gate Bridge dans un proche avenir. Début 2014, les principaux affluents des cours d'eau Eel, Mad, Smith, Van Duzen et Mattole furent fermées en attendant des pluies supplémentaires. De vastes zones du fleuve Russian et de la rivière American furent fermées indéfiniment. La plupart des cours d'eau des comtés de San Mateo, Santa Cruz et Monterey furent également fermées en attendant de nouvelles pluies. D'autres mesures furent également prises, comme de libérer plus d'eau du barrage de Kent dans l'espoir d'élever les niveaux dans le bassin versant du ruisseau Lagunitas, l'une des dernières frayères que le coho sauvage puisse encore atteindre.
Les manifestants affirmèrent que l'interdiction de la pêche allait perturber l'économie et menacer les moyens de subsistance des personnes qui dépendent de la pêche au saumon pendant les hivers. Les autorités estimèrent que les mesure prises aideraient à empêcher les espèces déjà en difficulté de glisser vers l'extinction

### 2015

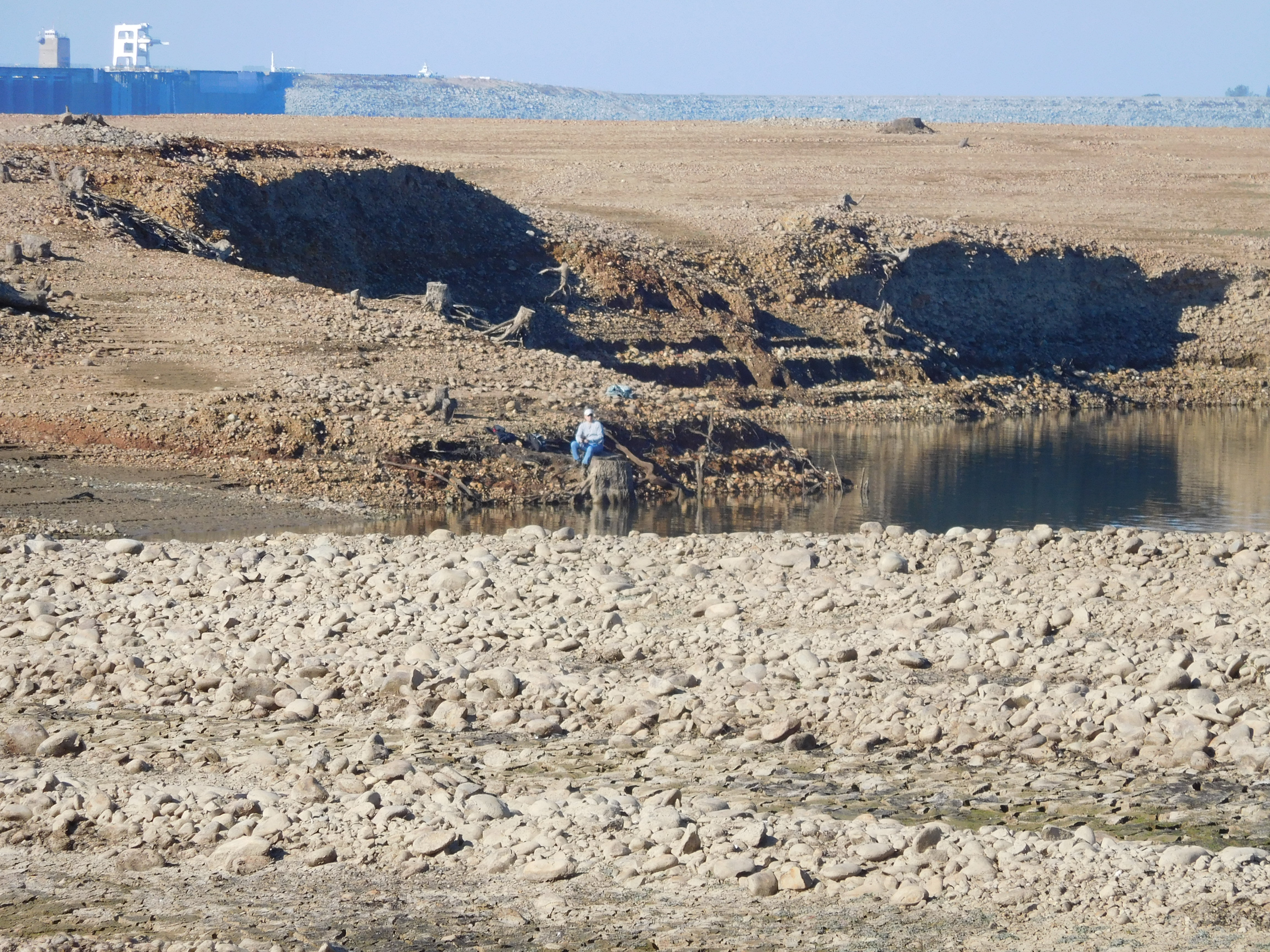
Réservoir du lac Folsom en 2015

En mai 2015, un sondage auprès des résidents de l'État, mené par Field Poll, révéla que deux répondants sur trois convenaient, que les agences de l'eau, devraient être mandaté pour réduire la consommation d'eau de 25%.
Les prévisions de 2015 pour El Niño quant à son apport en pluies en Californie firent naître l'espoir de mettre fin à la sécheresse. Au printemps 2015, le National Oceanic and Atmospheric Administration évoqua la probabilité à 80% de la présence de conditions El Niño jusqu'à la fin de 2015 . Historiquement, seize hivers entre 1951 et 2015 avaient créé El Niño. Six d'entre eux avaient des précipitations inférieures à la moyenne, cinq des précipitations moyennes, et cinq des précipitations supérieures à la moyenne. Cependant, en mai 2015, les conditions de sécheresse s'étaient aggravées et les températures océaniques supérieures à la moyenne n'avaient pas entraîné de fortes tempêtes.
La sécheresse conduisit le gouverneur Jerry Brown à instituer des restrictions d'eau obligatoires de 25 % en juin 2015.
En réponse à la sécheresse croissante, la Californie resserra les restrictions de pêche dans de nombreuses régions de l'État. Les ruisseaux et les rivières de la côte nord furent soumis à des interdictions de pêche sans précédent. En février 2015, la California Fish and Game Commission vota à l'unanimité pour resserrer davantage la réglementation sur la pêche récréative et commerciale. L'Endangered Species Act des États-Unis classa la truite arc-en-ciel  et le saumon coho comme menacé.

### 2016
Plusieurs millions d'arbres californiens sont morts de la sécheresse - environ 102 millions, dont 62 millions rien qu'en 2016. À la fin de 2016, 30% de la Californie sortit de la sécheresse, principalement dans la moitié nord de l'État, tandis que 40% de l'État restait dans des niveaux de sécheresse extrêmes ou exceptionnels.

### 2017
Les fortes pluies de janvier 2017 profitèrent considérablement aux réserves d'eau du nord de l'État, malgré les pannes d'électricité généralisées et les dommages causés par l'érosion à la suite du déluge. Parmi les victimes de la pluie, il y eut le Pioneer Cabin Tree âgé de 1 000 ans du parc d'État Calaveras Big Trees, qui bascule le 8 janvier 2017.
Depuis lors, un très grand pourcentage de la sécheresse se termina en Californie en raison d'un régime météorologique persistant qui permit à des séries de systèmes de tempêtes de marteler constamment l'État, le manteau neigeux s'élevant bien au-dessus de la moyenne. Au 24 janvier 2017, pas une partie de l'État n'était en situation de sécheresse «exceptionnelle», la catégorie la plus élevée du Drought Monitor. Le 21 février, aucune partie de l'État n'était dans la catégorie immédiatement inférieure de sécheresse «extrême», et plus de 60% de la superficie de l'État n'était plus en situation de sécheresse.
Une année record de précipitations en Californie permit certainement à l'État de sortir de la mauvaise situation et de revenir plus ou moins à l'équilibre. De manière inattendue, cela se produisit pendant un hiver La Niña parce que la Californie bénéficie généralement des hivers El Niño, qui se produisaient ces dernières années précieuses.
Le 7 avril 2017, le gouverneur Jerry Brown déclara la sécheresse terminée . Cependant, selon le United States Drought Monitor (en), l'État ne fut pas entièrement exempt de sécheresse avant le 12 mars 2019.

## Études
Selon le rapport du groupe de travail sur la sécheresse du NOAA de 2014, la sécheresse ne fit pas partie d'un changement à long terme des précipitations et fut un symptôme de la variabilité naturelle, bien que la température record qui accompagna la récente sécheresse ait pu être amplifiée en raison de réchauffement climatique d'origine humaine. Cela fut confirmé par une étude scientifique de 2015 qui estima que le réchauffement climatique « comptait pour 8 à 27% de l'anomalie de sécheresse observée en 2012-2014. Bien que la variabilité naturelle domine, le réchauffement anthropique augmenta considérablement la probabilité globale de sécheresses extrêmes en Californie.

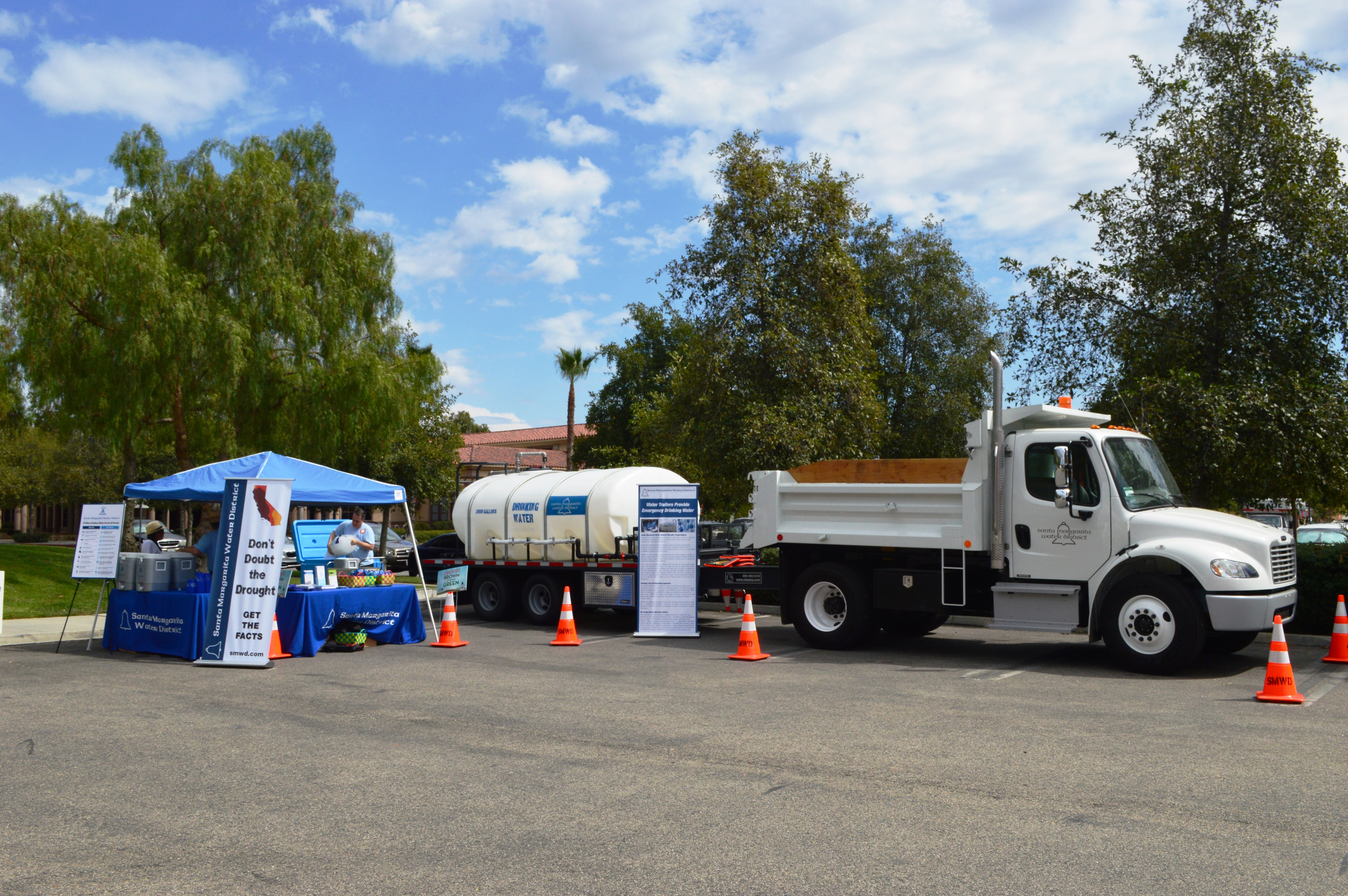
Un stand promouvant la conservation de l'eau dans le Santa Margarita Water District.

En 2014, une étude de l'California Institute for Water Resources (en) fut publiée, qui révéla que les précipitations étaient anormalement élevées depuis la fin des années 1800. Selon le professeur Scott Stine de Cal State East Bay, la Californie connut sa période la plus humide depuis sept mille ans au cours du XXe siècle, selon son étude des souches d'arbres autour du lac Mono, du lac Tenaya et d'autres parties de la Sierra Nevada. Stine aurait déclaré dans le National Geographic Magazine : que ce que l'on est convenus de considérer comme normal pour la Californie est en fait profondément humide. Cette opinion fut soutenue par Lynn Ingram de l' Université de Californie, Berkeley, et Glen MacDonald de UCLA.

## Atténuation
À partir de 2008, des millions de shade balls flottantes en plastique furent déposées sur les réservoirs pour éviter les pertes par évaporation et améliorer la qualité de l'eau,, par exemple sur le réservoir de Los Angeles en 2014. Ces boules d'ombrage sont censées être le moyen le plus rentable de couvrir le plan d'eau parmi toutes les options disponibles. L'une des préoccupations de cette méthode, cependant, est la quantité d'eau nécessaire pour fabriquer les boules d'ombrage elles-mêmes. Les scientifiques déterminèrent que le temps nécessaire au déploiement des boules d'ombrage pour équilibrer les coûts en eau de production se situe entre un et deux ans et demi. En 2018, la PBS NewsHour examina l'utilisation des balles, déclarant que depuis leur déploiement en 2014, les boules d'ombrage avaient dû dépasser en coût en eau, l'eau qu'elles avairnt permis d'économiser.

### Atténuation à long terme
L'approbation par les électeurs du Proposition 1 water bond en 2014 fut interprétée comme une volonté d'ajouter de la flexibilité au système d'eau de la Californie. La Proposition 1 de 2014 alloua près de 8 millions de dollars à divers projets liés à la conservation et à la qualité de l'eau en Californie. L'argent était censé être divisé en différentes catégories pour répartir les améliorations à l'ensemble du système d'eau de l'État. Quatre ans après son adoption, environ 80 % seulement du budget fut consacré aux améliorations énoncées dans le projet de loi.
Début 2016, le comté de Los Angeles lança un programme proactif d'ensemencement des nuages. L'ensemencement des nuages est le processus d'émission de produits chimiques spécifiques dans le ciel, généralement à partir du sol ou d'un avion. Ceci est censé créer un environnement avec des précipitations accrues étant donné certaines conditions météorologiques préalables. Même si de nombreux Américains trouvent ce processus presque superstitieux, il existe une science pour soutenir sa légitimité. Cependant, les études sur les précipitations ont montré que les précipitations s'amélioraient d'environ 5 à 15 pour cent dans des conditions météorologiques optimales. La question qui se pose est de savoir si le coût de l'opération en vaut la peine, compte tenu de la quantité d'amélioration et de la fiabilité.

## Voir également
- Sécheresse nord-américaine de 2012-13 (en)
- Sécheresses en Californie
- Changement climatique en Californie (en)
- Anticyclone d'Hawaï